# Christmas (album av Michael Bublé)
Christmas är ett julalbum från 2011 av Michael Bublé.

## Låtlista
| 1.  | It's Beginning to Look a Lot Like Christmas | Meredith Willson                                           | 3:26 |
| 2.  | Santa Claus is Coming to Town               | J. Fred Coots, Haven Gillespie                             | 2:51 |
| 3.  | Jingle Bells (med The Puppini Sisters)      | James Lord Pierpont                                        | 2:39 |
| 4.  | White Christmas (med Shania Twain)          | Irving Berlin                                              | 3:36 |
| 5.  | All I Want for Christmas Is You             | Mariah Carey, Walter Afanasieff                            | 2:51 |
| 6.  | A Holly Jolly Christmas                     | Johnny Marks                                               | 1:59 |
| 7.  | Santa Baby                                  | Joan Javits, Philip Springer, Tony Springer                | 3:51 |
| 8.  | Have Yourself a Merry Little Christmas      | Hugh Martin, Ralph Blane                                   | 3:50 |
| 9.  | Christmas (Baby Please Come Home)           | Phil Spector, Jeff Barry, Ellie Greenwich                  | 3:07 |
| 10. | Silent Night (Stille Nacht, heilige Nacht)  | Franz Xaver Gruber, Joseph Mohr                            | 3:47 |
| 11. | Blue Christmas                              | Billy Hayes, Jay W. Johnson                                | 3:41 |
| 12. | Cold December Night                         | Michael Bublé, Alan Chang, Bob Rock                        | 3:18 |
| 13. | I'll Be Home for Christmas                  | Kim Gannon, Walter Kent, Buck Ram                          | 4:24 |
| 14. | Ave Maria                                   | Franz Schubert                                             | 4:00 |
| 15. | Mis Deseos/Feliz Navidad (med Thalía Sodi)  | Michael Bublé, Humberto Gatica, Alan Chang, José Feliciano | 4:24 |
| 16. | Michael's Christmas Greeting (dolt spår)    | Michael Bublé                                              | 0:04 |

| 17. | Winter Wonderland                            | Felix Bernard; Richard B. Smith | 2:29 |
| 18. | Frosty the Snowman (med The Puppini Sisters) | Jack Rollins; Steve Nelson      | 2:40 |
| 19. | Silver Bells (med Naturally 7)               | Jay Livingston; Ray Evans       | 3:06 |

| 1. | The Making of 'Christmas' |  | 30:00 |

| 1.  | It's Beginning to Look a Lot Like Christmas             | Meredith Willson                                           | 3:26 |
| 2.  | Santa Claus is Coming to Town                           | J. Fred Coots, Haven Gillespie                             | 2:51 |
| 3.  | Jingle Bells (med The Puppini Sisters)                  | James Lord Pierpont                                        | 2:39 |
| 4.  | White Christmas (med Shania Twain)                      | Irving Berlin                                              | 3:36 |
| 5.  | All I Want for Christmas Is You                         | Mariah Carey, Walter Afanasieff                            | 2:51 |
| 6.  | Holly Jolly Christmas                                   | Johnny Marks                                               | 1:59 |
| 7.  | Santa Baby                                              | Joan Javits, Philip Springer, Tony Springer                | 3:51 |
| 8.  | Have Yourself a Merry Little Christmas                  | Hugh Martin, Ralph Blane                                   | 3:50 |
| 9.  | Christmas (Baby Please Come Home)                       | Phil Spector, Jeff Barry, Ellie Greenwich                  | 3:07 |
| 10. | Silent Night (Stille Nacht, heilige Nacht)              | Franz Xaver Gruber, Joseph Mohr                            | 3:47 |
| 11. | Blue Christmas                                          | Billy Hayes, Jay W. Johnson                                | 3:41 |
| 12. | Cold December Night                                     | Michael Bublé, Alan Chang, Bob Rock                        | 3:18 |
| 13. | I'll Be Home for Christmas                              | Kim Gannon, Walter Kent, Buck Ram                          | 4:24 |
| 14. | Ave Maria                                               | Franz Schubert                                             | 4:00 |
| 15. | Mis Deseos/Feliz Navidad (med Thalía Sodi)              | Michael Bublé, Humberto Gatica, Alan Chang, José Feliciano | 4:24 |
| 16. | The Christmas Song (Chestnuts Roasting on an Open Fire) | Mel Tormé, Robert Wells                                    | 4:14 |
| 17. | Winter Wonderland                                       | Felix Bernard; Richard B. Smith                            | 2:29 |
| 18. | Frosty the Snowman (med The Puppini Sisters)            | Jack Rollins; Steve Nelson                                 | 2:40 |
| 19. | Silver Bells (med Naturally 7)                          | Jay Livingston; Ray Evans                                  | 3:06 |
| 20. | Michael's Christmas Greeting                            | Michael Bublé                                              | 0:04 |

### Fotnoter
1. ↑  ”Christmas” (på engelska). Discogs. 14 mars 2011. http://www.discogs.com/Michael-Bubl%C3%A9-Christmas/master/385504. Läst 11 december 2014.